# Michael Rua
Blahoslavený Michael Rua (9. června 1837 – 6. dubna 1910) byl spoluzakladatel a druhý (resp. první) rector major salesiánů, původně byl jedním z chlapců, které sv. Jan Bosco shromáždil ve své oratoři. Pod jeho vedením se salesiánská kongregace několikanásobně rozrostla a rozšířila se do mnoha nových zemí (z asi 700 salesiánů a 64 domů v roce 1888 na 4000 salesiánů a 341 domů v roce 1910). Katolická církev slaví jeho památku 6. dubna.

## Život

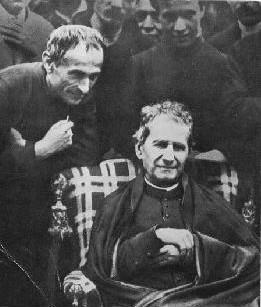
Blahoslavený Michael Rua (vlevo) se svatým Janem Boscem v Barceloně roku 1885

### Mládí
Michael pocházel z Turína. Když mu bylo osm let, zemřel mu otec. Michael našel místo v oratoři, kterou zřídil sv. Don Bosco. Záhy si jej Don Bosco velmi oblíbil a začali spolupracovat.
Dne 25. 3. 1855, v den slavnosti Zvěstování Páně složil Michael do rukou Dona Bosca slib poslušnosti, čistoty a chudoby. Tímto okamžikem se zrodila kongregace salesiánů. Spolu s Donem Boscem a Michaelem stáli u zrodu kongregace Jan Cagliero (později kardinál) a pozdější významný latiník Jan Francesia.
Michael provázel Dona Bosca na jeho tři návštěvy u papeže bl. Pia IX. a při jeho návštěvách u významných osobností. Michael Rua pak od Dona Bosca neformálně převzal vedení turínské oratoře.

### Knězem
Ve 23 letech přijal Michael Rua kněžské svěcení. Spal tehdy sotva 4 hodiny denně. V listopadu 1884 jej papež jmenoval vikářem Dona Bosca s právem nástupce ve vedení celé kongregace.
V lednu 1888 zemřel Don Bosco a Michael se stal hlavou salesiánské kongregace, která tehdy již byla rozšířena téměř po celém světě.

### Generálním představeným
Jako generální představený Don Rua navštěvoval salesiánská díla po celém světě. Cestoval výhradně třetí třídou. Jeho zdraví se ale začalo zhoršovat.

### Závěr života
Dne 15. ledna 1910 Donu Ruovi tak otekly oči, že nebyl schopen vyřizovat korespondenci. Tuto práci po něm převzal Don Rinaldi. Další dny strávil Don Rua na lůžku. Zakrátko zemřel.
| 2. (1.) rector major Salesiánů Dona Bosca | 2. (1.) rector major Salesiánů Dona Bosca | 2. (1.) rector major Salesiánů Dona Bosca |
| ----------------------------------------- | ----------------------------------------- | ----------------------------------------- |
| Předchůdce: sv. Jan Bosco                 | 1888–1910 Michael Rua                     | Nástupce: Paolo Albera                    |